# Таємниця Еммануель
«Таємниця Еммануель» (фр. «Le secret d'Emmanuelle») — французький телевізійний фільм 1993 року. За мотивами творів Еммануель Арсан.

## Сюжет
У лікарню була доставлена молода жінка, що потрапила в автомобільну аварію. У неї не було ніяких зовнішніх ушкоджень, внутрішніх кровотеч, ніяких фізичних дефектів або недоліків, які могли б стати причиною захворювання, але вона в глибокій комі. Оскільки у постраждалої відсутні документи, лікар постав перед питанням: «Хто вона?».
Цей сон Еммануель побачила в салоні авіалайнера, коли летіла в Південносхідну Азію. Вона вирішила відповісти на питання «Хто ви, Еммануель?».

## У ролях
- Сільвія Крістель — Еммануель
- Марсела Валерстайн — молода Еммануель
- Джордж Лейзенбі — Маріо